# عبدة بن سليمان
عبدة بن سليمان، أبو محمد الكلابي, الكوفي، أحد أئمة الحديث وهو ثقة ثبت، صالح صاحب قرآن، قال أحمد بن حنبل: هو ثقة ثقة وزيادة، مع صلاح وشدة فقر، عليه فروة خلقة لا تساوي كبير شيء"، توفي في ثالث رجب سنة ثمان وثمانين ومائة بالكوفة.

## روايته للحديث النبوي
- حدث عن: عاصم الأحول، وهشام بن عروة، وإسماعيل بن أبي خالد، والأعمش، ويحيى بن سعيد الأنصاري وطائفة.
- وعنه: أحمد، وابن راهويه، وأبو خيثمة، وأبو كريب، وأبو سعيد الأشج، وآخرون.[3]

## أقوال العلماء فيه
الجرح والتعديل
- قال أبو حاتم الرازي : صدوق.
- قال أبو حاتم بن حبان البستي : مستقيم الحديث جدا.
- قال أبو حفص عمر بن شاهين : ثقة.
- قال أحمد بن حنبل : ثقة ثقة.
- قال أحمد بن صالح الجيلي : ثقة، رجل صالح.
- قال ابن حجر العسقلاني : ثقة ثبت.
- قال الدارقطني : ثقة.
- قال الذهبي : وثق.
- قال محمد بن سعد كاتب الواقدي : ثقة.
- قال يحيى بن معين : ثقة، ومرة: ثبت.